# Hoya (botanica)
Hoya R.Br., 1810 è un genere di piante della famiglia delle Apocinacee, diffuso nel sud-est dell'Asia, in Australia e in Polinesia.
Il nome del genere è un omaggio al botanico inglese Thomas Hoy (1750–1822), capo giardiniere del duca di Northumberland, nel XVIII secolo.
In Italia la Hoya carnosa è nota anche con il nome colloquiale di fiore di cera.

## Descrizione
Per la gran parte sono rampicanti, ma alcune si presentano con l'aspetto di arbusti, altre sono striscianti.
I fusti si abbarbicano al supporto loro fornito e possono raggiungere la lunghezza eccezionale di 10 metri.
Producono fiori stellati e dalla consistenza cerosa di circa 1 cm di diametro. Formano grappoli di 15-20 fiorellini di lunga durata che spesso si protrae per tutta la stagione estiva. Le tonalità variano dal rosa al giallo. Sovente sono molto profumati e ricchi di nettare.
Le foglie, opposte, sono spesse, carnose, quasi succulente, lanceolate, lunghe 5–10 cm dal bel colore verde acceso; in molte specie presentano alcune screziature più chiare.

## Tassonomia
Il Sistema Cronquist assegna il genere Hoya alla famiglia delle Asclepiadacee mentre la classificazione APG lo colloca nella famiglia delle Apocinacee.
Il genere comprende oltre 500 specie, tra cui:
- Hoya acuminata (Wight) Benth. ex Hook. f.
- Hoya alexicaca (Jacq.) Moon
- Hoya australis R.Br. ex Traill
- Hoya carnosa (L.f.) R.Br.
- Hoya chinghungensis (Tsiang & P.T.Li) M.G.Gilbert, P.T.Li & W.D.Stevens
- Hoya cochinchinensis (Lour.) Schult.
- Hoya commutata M.G.Gilbert & P.T.Li
- Hoya cordata P.T.Li & S.Z.Huang
- Hoya crassifolia (J. Jacq.) Haw.
- Hoya dasyantha Tsiang
- Hoya diptera Seem.
- Hoya fungii Merr.
- Hoya fusca Wall.
- Hoya gongshanica P.T.Li
- Hoya griffithii Hook.f.
- Hoya hasseltii (Blume) Miq.
- Hoya imperialis Lindl.
- Hoya inflata (P.I. Forst., Liddle & I.M.Liddle) L. Wanntorp & P.I. Forst.
- Hoya kerrii Craib
- Hoya kuhlii (Blume) Koord.
- Hoya lacunosa Blume
- Hoya lasiogynostegia P.T.Li
- Hoya liangii Tsiang
- Hoya linearis Wall. ex D.Don
- Hoya lipoensis P.T.Li & Z.R.Xu
- Hoya longifolia Wall. ex Wight
- Hoya luzonica Schltr.
- Hoya lyi H.Lév.
- Hoya megalantha Turrill
- Hoya mengtzeensis Tsiang & P.T.Li
- Hoya multiflora Blume
- Hoya nervosa Tsiang & P.T.Li
- Hoya ovalifolia Wight & Arn.
- Hoya pandurata Tsiang
- Hoya papuana (Schltr.) Schltr.
- Hoya picta (Blume) Miq.
- Hoya polyneura Hook.f.
- Hoya pottsii Traill
- Hoya pruinosa (Blume) Miq.
- Hoya radicalis Tsiang & P.T.Li
- Hoya revolubilis Tsiang & P.T.Li
- Hoya rupicola (K.D. Hill) P.I. Forst. & Liddle
- Hoya salweenica Tsiang & P.T.Li
- Hoya siamica Craib
- Hoya silvatica Tsiang & P.T.Li
- Hoya thomsonii Hook.f.
- Hoya verticillata (Vahl) G. Don
- Hoya villosa Costantin
- Hoya vitiensis Turrill
- Hoya wallichii (Wight) C.M. Burton
- Hoya yuennanensis Hand.-Mazz.

### Alcune specie

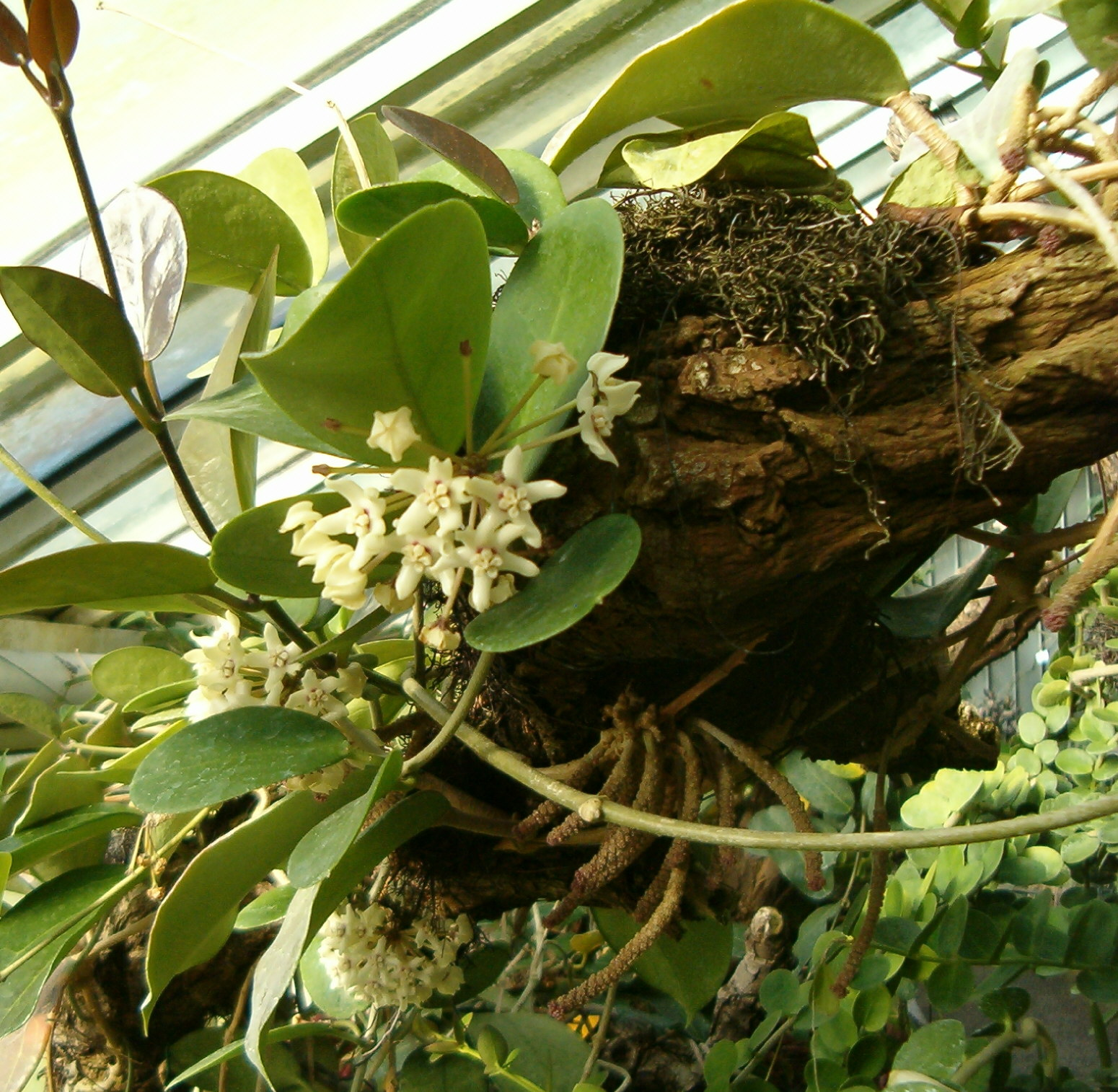
Hoya australis
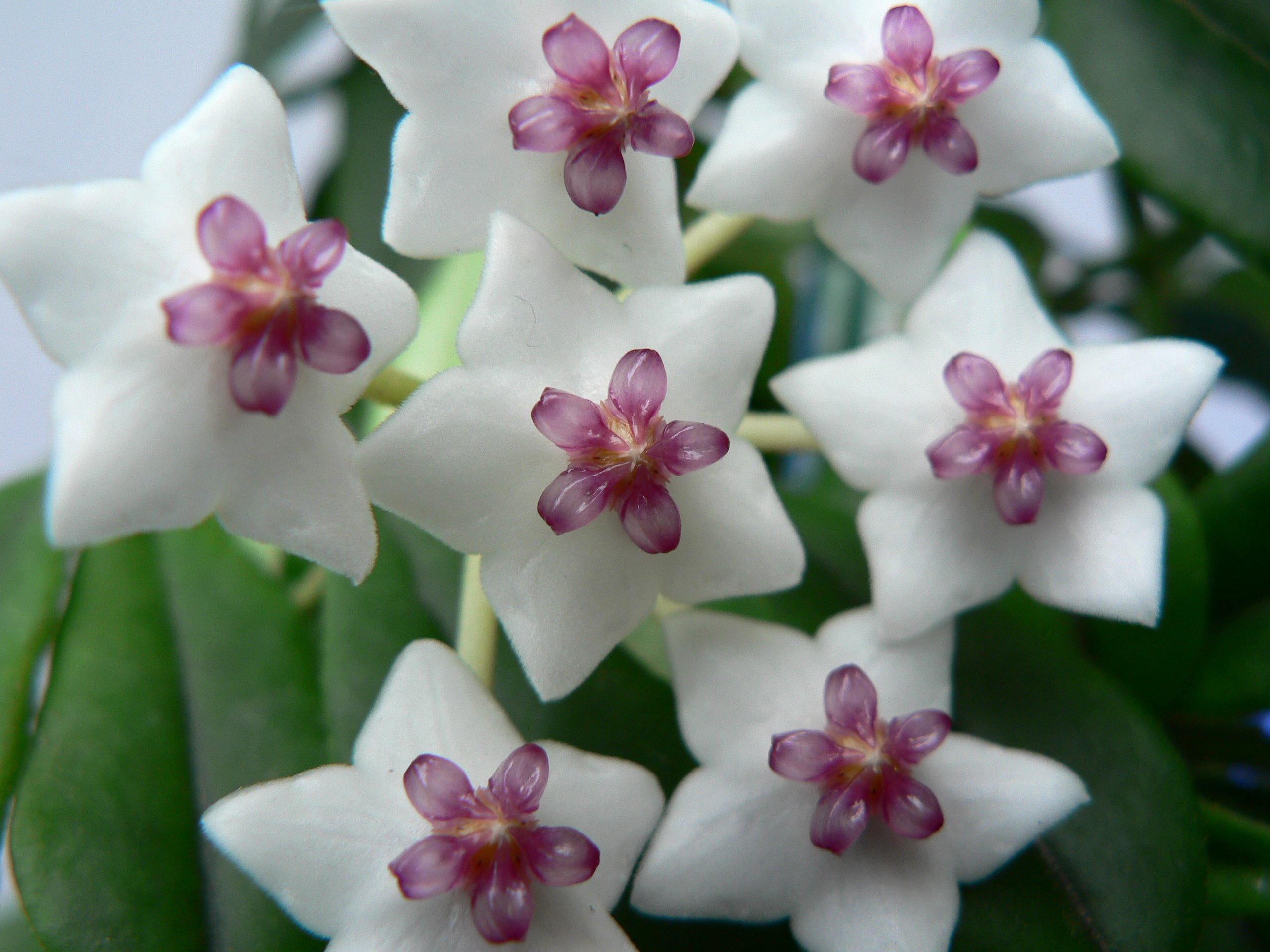
Hoya bella
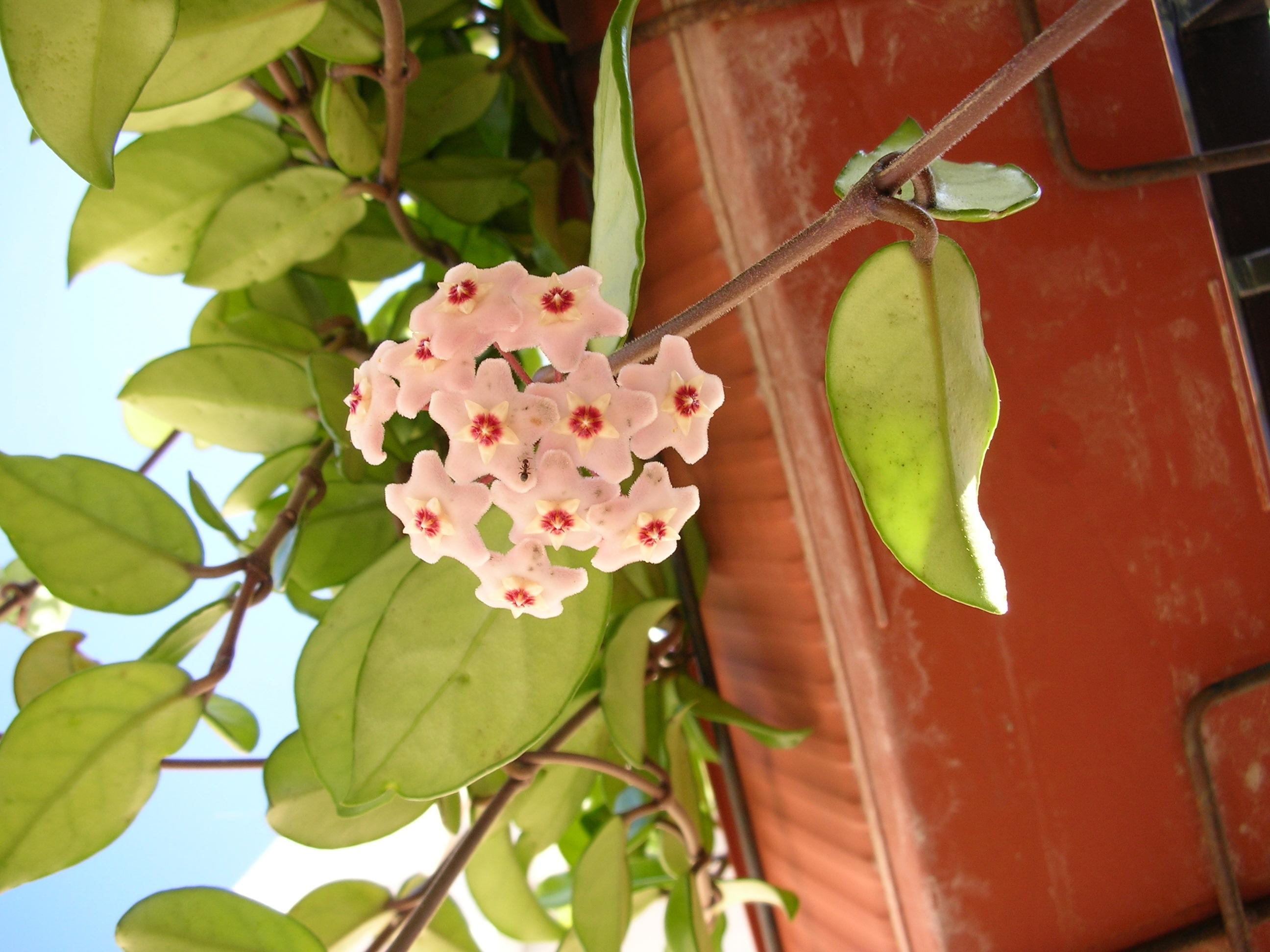
Hoya carnosa
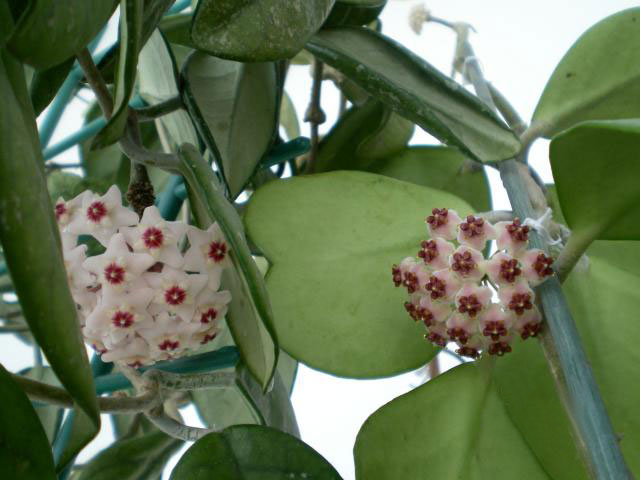
Hoya kerrii
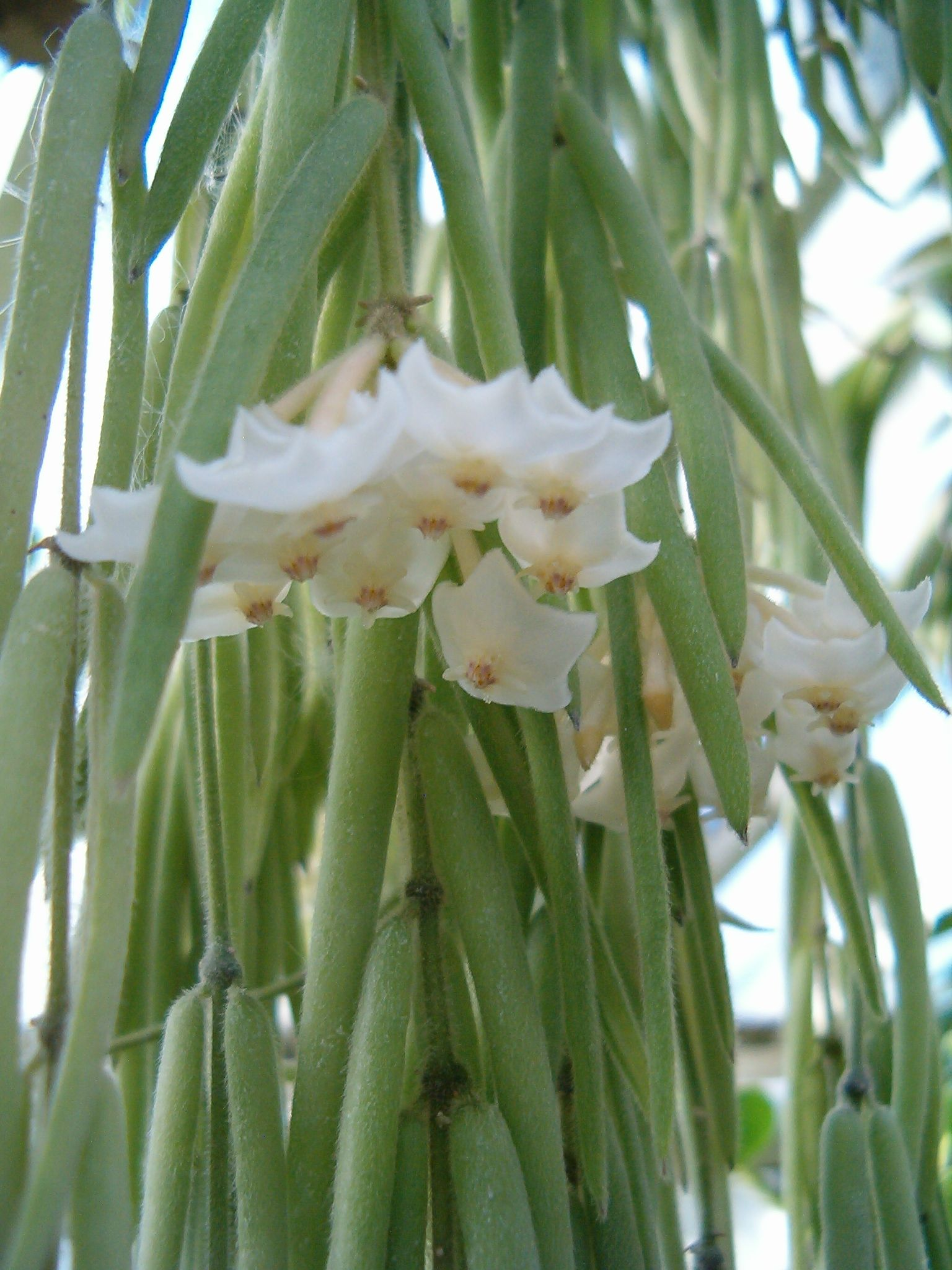
Hoya linearis
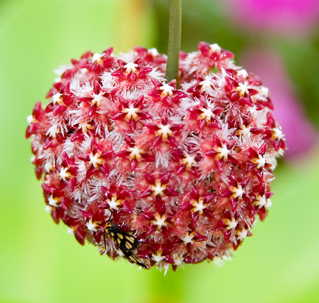
Hoya mindorensis
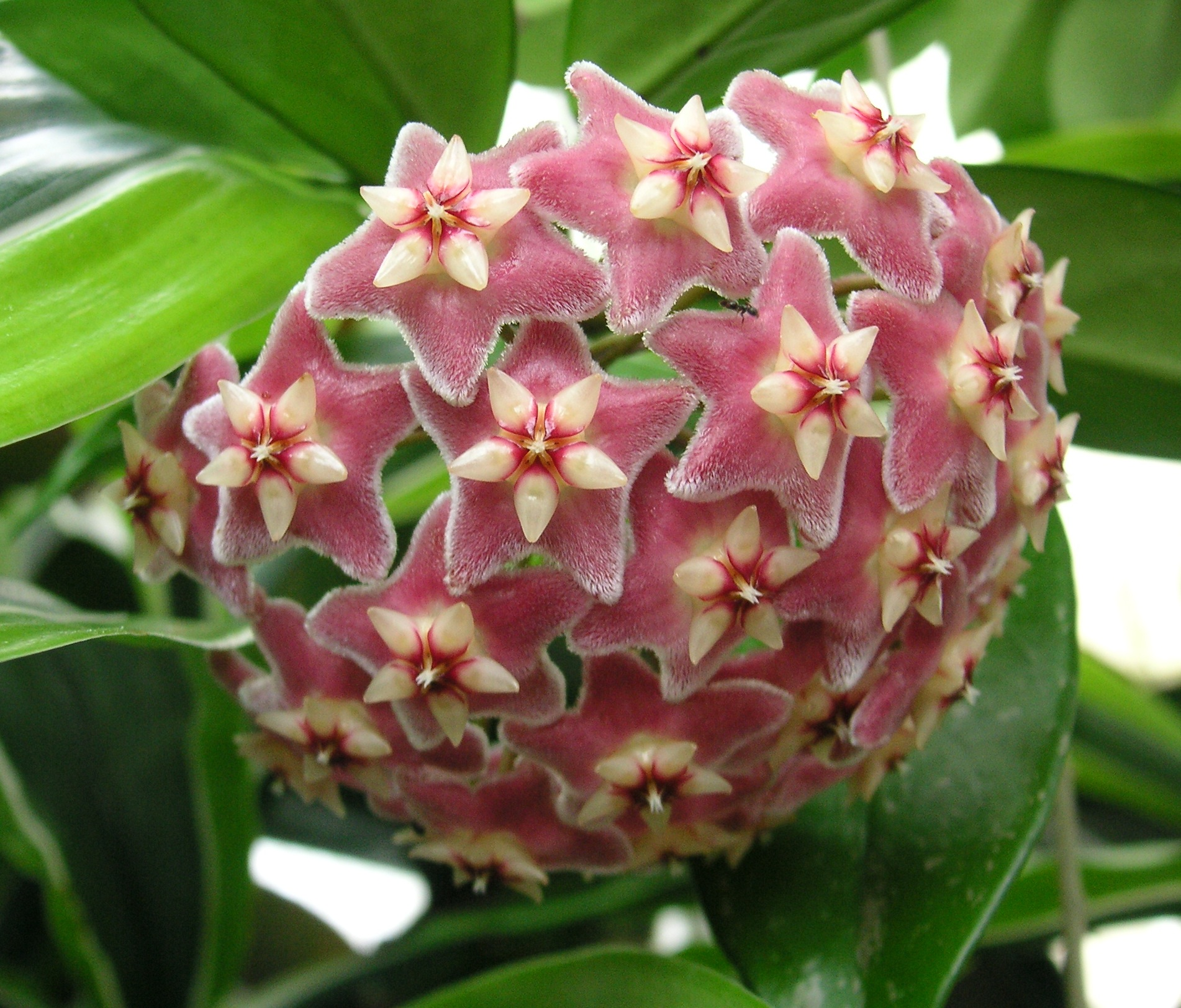
Hoya pubicalyx
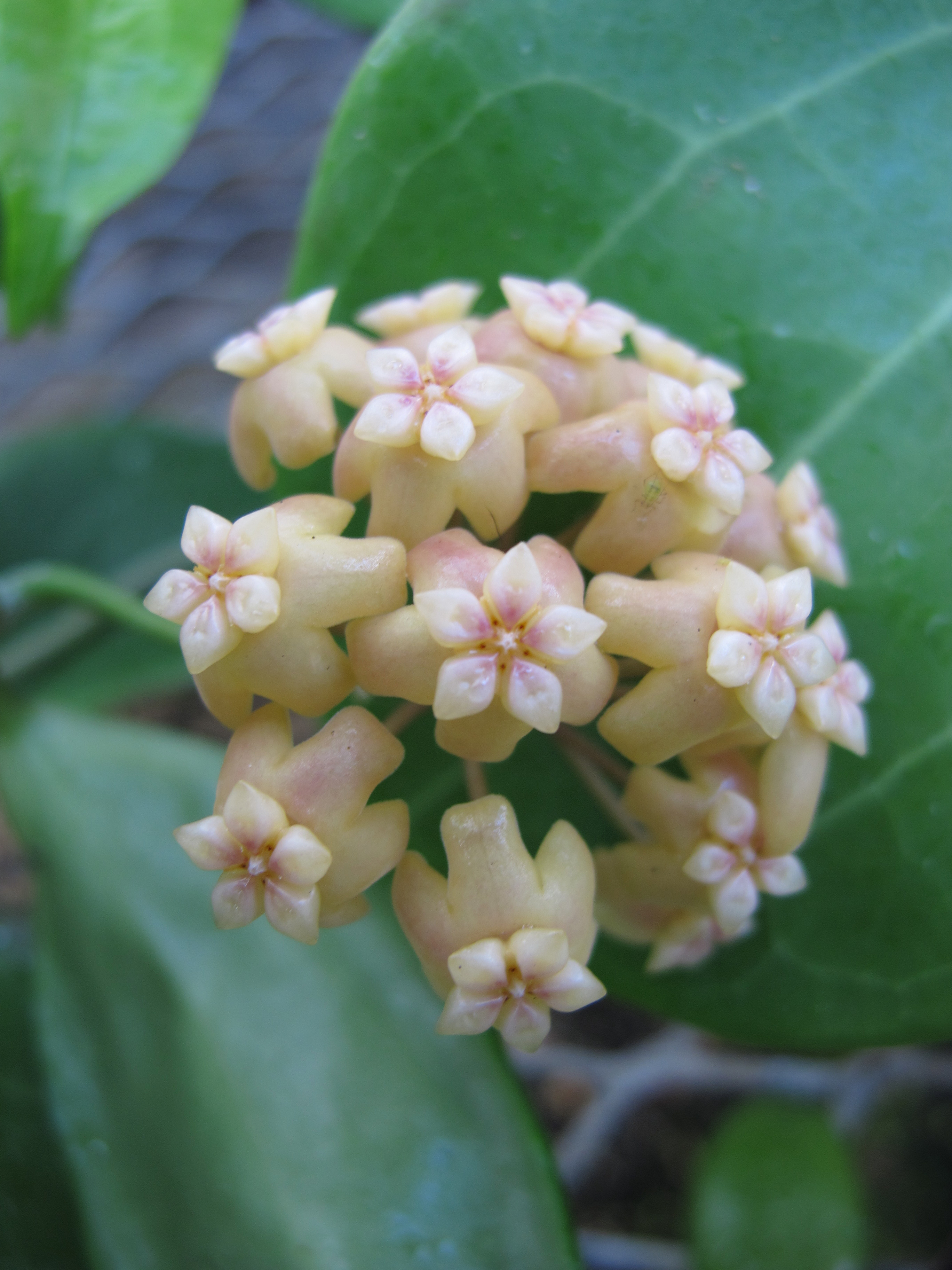
Hoya samoensis
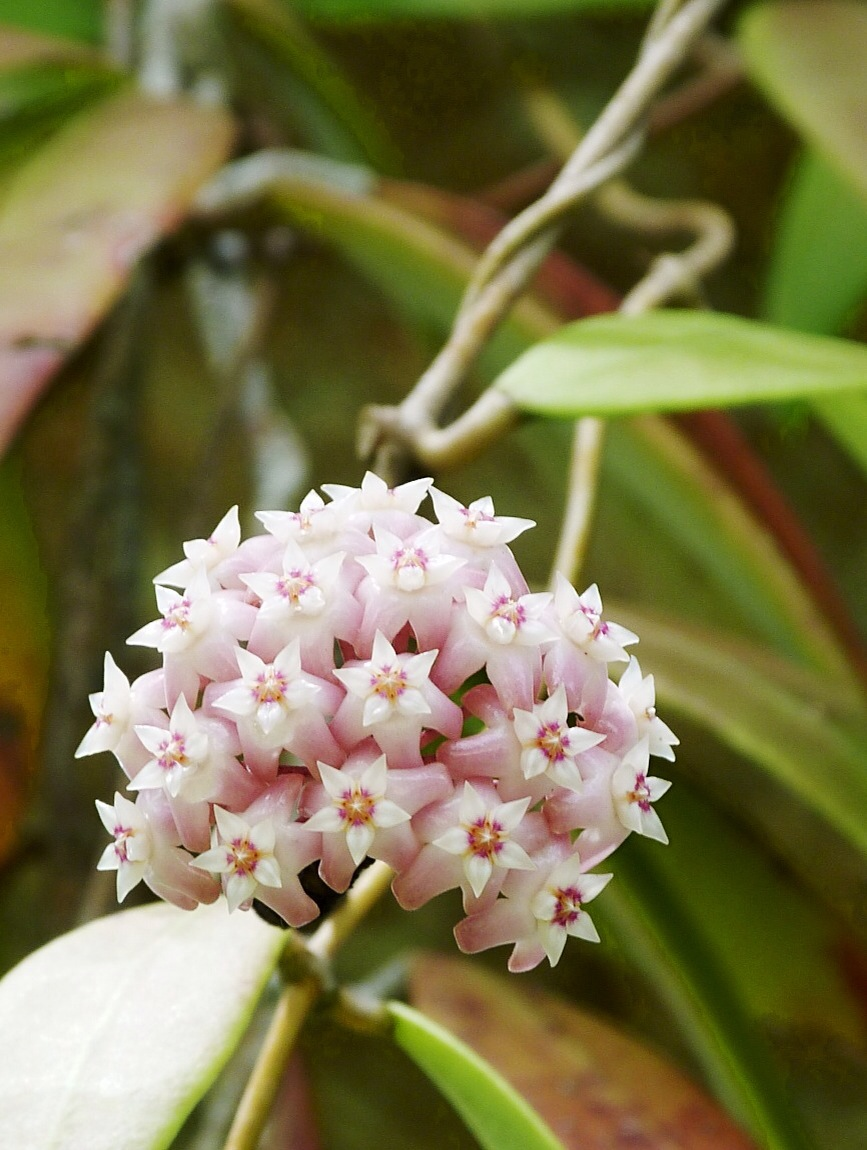
Hoya verticillata
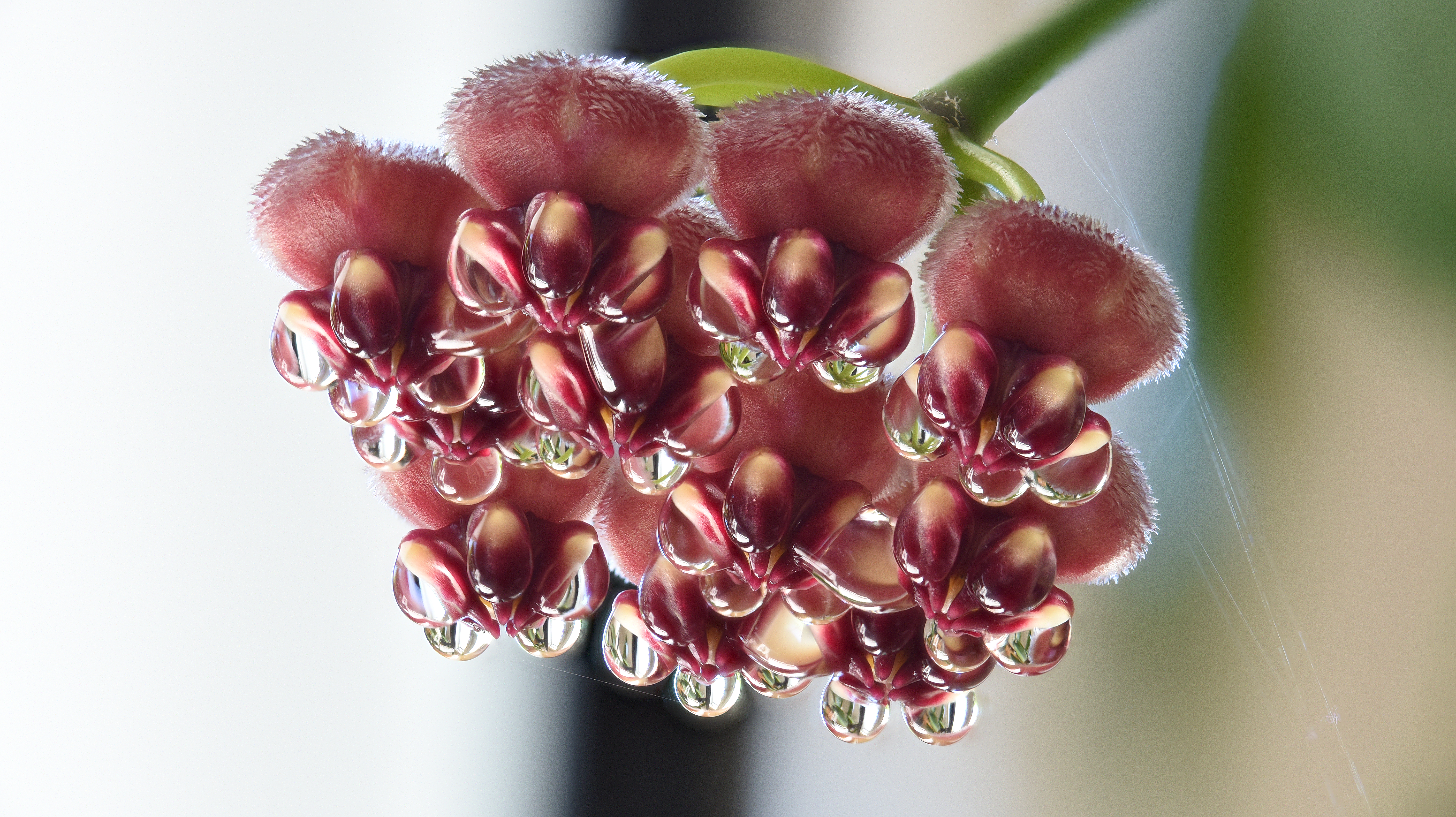
Hoya wayetii

## Coltivazione
Le Hoya amano il caldo e resistono fino a 30-34 gradi C. 
Alcune varietà sopportano temperature prossime allo zero centigrado per brevi periodi, se in postazione riparata dal vento e dal gelo, e senza eccessiva umidità; questo è facilitato dalla collocazione sorretta da tralicci ed accostata s.
Per la scarsa tolleranza all'acqua nei periodi freddi è di difficile coltivazione in piena terra, dove le radici soffrono per eccesso di umidità.
Per quanto concerne la resistenza al freddo possono rendersi utili dispositivi di protezioni o ritiri in serra.
L'esposizione migliore è una luminosità elevata per potere ottenere la fioritura, ma riparata dai raggi solari diretti; infatti in natura non si tratta di una pianta autonoma ma (per la maggior parte delle varietà coltivate) di un rampicante epifita che cresce nella chioma degli alberi, in ambiente tropicale molto luminoso, ma discretamente ombreggiato dalla chioma dell'albero tutore.
Le annaffiature dovranno essere regolari in estate, senza mai lasciar seccare il terriccio, (specialmente per Hoya bella), che deve essere ricco di detriti vegetali, e molto ben drenato. 
Le condizioni di substrato permanentemente inzuppato sono pericolose, in quanto l'apparato radicale è piuttosto delicato e tende a marcire. 
Ridurre ad annaffiature occasionali in inverno.

## Malattie e parassiti
L'Hoya non presenta particolari problemi. Richiede quindi solo minimi accorgimenti, e attraverso pochi semplici segnali comunica il suo stato di salute anche se può essere tuttavia soggetta ad infestazioni di cocciniglia cotonosa (Icerya purchasi).